# Museo del Molino Harinero
El Museo Molino Harinero (en valenciano y oficialmente, Museu Molí Fariner) es un museo situado en el municipio valenciano de Agullent.

## Historia
El 14 de abril de 2018 la colección museográfica «Molí Fariner de Agullent» fue reconocida oficialmente como colección museográfica de la Comunidad Valenciana por la Conselleria de Educación, Investigación, Cultura y Deporte de la Generalidad Valenciana.
El museo forma parte a la Red de Museos Etnológicos Locales de la Diputación de Valencia, gestionada en cuanto a referente a medios humanos y materiales por el L'ETNO. 

## Contenido
La colección museográfica permanente está dedicada al oficio de molinero.Se trata fundamentalmente, de una colección de objetos encontrados durante las obras que se han ido sucediendo en el edificio, que incluye principalmente herramientas de uso en molinería, como tornos y cedazos de clasificación, secador, muelas fijas y móviles, así como utensilios domésticos y de iluminación.
El proceso que generaba a partir del agua la fuerza mecánica para accionar la maquinaria, ya no es visible al completo, pues las obras realizadas en los noventa condenaron la zona de la cacau, el espacio donde se encontraba el carrete, una rueda con aletas que giraba con el impulso del agua y que era la encargada de dar fuerza a la maquinaria del molino.Se mantiene el sistema de riego procedente de la Font Jordana, “la limpia”, lugar donde se enjuagaba el trigo, el secador y el molino, el cual conserva toda la maquinaria para moler y clasificar el grano.
El museo también acoge exposiciones temporales sobre actividades tradicionales.

## Sede
El molíno se encuentra en la calle José Mª Casanova García, en el centro del núcleo urbano de Agullent. El edificio fue, como indica su nombre, un molino cuyo uso está documentado desde el siglo XV hasta la década de 1980. En su origen estaba rodeado de huertas regadas por la Font Jordana, la cual también proporcionaba las aguas que movían el molino.
El Molí Fariner estuvo funcionando muchos años como restaurante con una concesión municipal. Desde el establecimiento del museo, el edificio es sede estable de la colección museográfica y alojamiento rural.